# Deutsche Straßen-Radmeisterschaften 2024
Die Deutschen Straßen-Radmeisterschaften der Elite 2024 fanden vom 21. bis 23. Juni 2024 in Donaueschingen und in Bad Dürrheim im Schwarzwald-Baar-Kreis in Baden-Württemberg statt.
Damit fanden die Meisterschaften am Austragungsort des Vorjahres statt, die Organisationsleitung der Veranstaltung lag erneut in den Händen der Sauser Event GmbH aus Villingen-Schwenningen. Durchgeführt wurden am 21. Juni die Einzelzeitfahren der Elite sowie der U23 und am 23. Juni die Straßenrennen der Elite.
Der Meistertitel im Straßenrennen der U23 werden im Rahmen der Vier-Länder-Meisterschaften 2024 am 30. Juni in Bruchsal vergeben. Die Meisterschaft der Männer im Mannschaftszeitfahren wird am 1. September in Genthin ausgetragen, die Deutsche Bergmeisterschaft am 14. September in Wenholthausen.

## Resultate

### Straßenrennen

#### Frauen
| Platz | Athletin            | Zeit (h) |
| ----- | ------------------- | -------- |
| 1     | Franziska Koch      | 3:41:17  |
| 2     | Liane Lippert       | + 0:00   |
| 3     | Antonia Niedermaier | + 0:04   |
| 4     | Linda Riedmann      | + 1:00   |
| 5     | Romy Kasper         | + 1:28   |
| 6     | Hannah Ludwig       | + 1:28   |
| 7     | Leonie Laubig       | + 1:30   |
| 8     | Lea Lin Teutenberg  | + 2:05   |
| 9     | Rosa Klöser         | + 2:58   |
| 10    | Clara Koppenburg    | + 7:57   |

Länge: 134,2 km, 1760 hm, von Bad Dürrheim, Rundkurs (rund 26) zum Zieleinlauf

Start: Samstag, 22. Juni

Durchschnittsgeschwindigkeit der Siegerin: 36,3 km/h

Von 101 Athletinnen kamen 49 ins Ziel.

#### Frauen U19
| Platz | Athletin                 | Zeit (h) |
| ----- | ------------------------ | -------- |
| 1     | Joelle Messemer          | 2:18:06  |
| 2     | Laura Nollau             | + 0:11   |
| 3     | Magdalena Leiß           | + 0:40   |
| 4     | Messane Bräutigam        | + 5:07   |
| 5     | Caoilinn Littbarski-Gray | + 5:07   |
| 6     | Jette Marie Jäger        | + 5:07   |
| 7     | Tina Rücker              | + 5:07   |
| 8     | Leni Bauer               | + 5:07   |
| 9     | Clara Jäger              | + 5:07   |
| 10    | Julia Servay             | + 5:18   |

Länge: 76,7 km, 990 hm, von Bad Dürrheim, Rundkurs (rund 26) zum Zieleinlauf,

Start: Samstag, 22. Juni

Durchschnittsgeschwindigkeit der Siegerin: 33,3 km/h

Von 36 Athletinnen kamen 24 ins Ziel.

#### Frauen U17
| Platz | Athletin               | Zeit (h) |
| ----- | ---------------------- | -------- |
| 1     | Edda Bieberle          | 1:42:50  |
| 2     | Charlotte Späth        | + 0:00   |
| 3     | Klara Dworatzek        | + 0:00   |
| 4     | Leni Burger            | + 0:00   |
| 5     | Sophie Schuster        | + 0:45   |
| 6     | Hanna Walter           | + 1:28   |
| 7     | Eufemia Schmieder      | + 1:28   |
| 8     | Neele Müller           | + 1:30   |
| 9     | Hannah-Franziska Brand | + 1:36   |
| 10    | Marie Louise Raake     | + 1:36   |

Länge: 57,5 km, 1810 hm

Start: Samstag, 22. Juni

Durchschnittsgeschwindigkeit der Siegerin: 33,5 km/h

Von 41 Athletinnen kamen 38 ins Ziel.

#### Männer
| Platz | Athlet                | Zeit (h) |
| ----- | --------------------- | -------- |
| 1     | Marco Brenner         | 4:37:57  |
| 2     | Florian Lipowitz      | + 0:55   |
| 3     | Kim Heiduk            | + 2:34   |
| 4     | Ben Zwiehoff          | + 2:35   |
| 5     | Tim Torn Teutenberg   | + 3:06   |
| 6     | Jonas Koch            | + 4:57   |
| 7     | Marius Mayrhofer      | + 4:57   |
| 8     | Jonas Rutsch          | + 0:00   |
| 9     | Nico Denz             | + 6:44   |
| 10    | Maximilian Schachmann | + 6:44   |

Länge: 200,9 km, 2890 hm

Start: Sonntag, 23. Juni

Durchschnittsgeschwindigkeit des Siegers: 43,3 km/h

Von 155 Startern kamen 55 ins Ziel.

#### Männer U19
| Platz | Athlet           | Zeit (h) |
| ----- | ---------------- | -------- |
| 1     | Pepe Albrecht    | 3:20:29  |
| 2     | Paul Fietzke     | + 0:00   |
| 3     | Benedikt Benz    | + 0:00   |
| 4     | Ian Kings        | + 0:22   |
| 5     | Louis Grupp      | + 0:56   |
| 6     | Moritz Mauss     | + 0:56   |
| 7     | Luis Straßer     | + 1:21   |
| 8     | Attila Höfig     | + 1:21   |
| 9     | Paul-Felix Petry | + 1:24   |
| 10    | Victor Wedekind  | + 5:06   |

Länge: 134,2 km, 1810 hm

Start: Samstag, 22. Juni

Durchschnittsgeschwindigkeit des Siegers: 40,1 km/h

Von 106 Startern kamen 39 ins Ziel.

#### Männer U17
| Platz | Athlet              | Zeit (h) |
| ----- | ------------------- | -------- |
| 1     | Karl Herzog         | 1:59:09  |
| 2     | Konrad Schöffberger | + 0:00   |
| 3     | Carlo Brendel       | + 0:00   |
| 4     | Lenny Karstedt      | + 0:00   |
| 5     | Felix Bell          | + 0:00   |
| 6     | Baltasar Wandmüller | + 0:00   |
| 7     | Juri Farhauer       | + 0:00   |
| 8     | Bruno Krauß         | + 0:00   |
| 9     | Dominic Hennig      | + 0:00   |
| 10    | Jamie Rathke        | + 0:00   |

Länge: 76,6 km, 1810 hm

Start: Samstag, 22. Juni

Durchschnittsgeschwindigkeit des Siegers: 38,6 km/h

Von 130 Startern kamen 97 ins Ziel.

### Einzelzeitfahren

#### Frauen
| Platz | Athletin             | Zeit (min) |
| ----- | -------------------- | ---------- |
| 1     | Mieke Kröger         | 40:49,4 h  |
| 2     | Antonia Niedermaier  | + 0:16,8   |
| 3     | Lisa Klein           | + 0:41,5   |
| 4     | Franziska Koch       | + 1:28,1   |
| 5     | Franziska Brauße     | + 1:32,0   |
| 6     | Romy Kasper          | + 1:48,2   |
| 7     | Corinna Lechner      | + 1:55,1   |
| 8     | Helena Bieber        | + 1:57,5   |
| 9     | Karoline Goldschmidt | + 2:07,7   |
| 10    | Lydia Ventker        | + 2:44,8   |

Länge: 30,6 km,

Start: Freitag, 21. Juni

Durchschnittsgeschwindigkeit der Siegerin: 44,97 km/h

Alle 43 Athletinnen kamen ins Ziel.

#### Frauen U23
| Platz | Athletin                | Zeit (min) |
| ----- | ----------------------- | ---------- |
| 1     | Justyna Czapla          | 43:24,9    |
| 2     | Pia Grünewald           | + 1:02,1   |
| 3     | Hannah Kunz             | + 1:12,0   |
| 4     | Anne Schmidhuber        | + 1:52,8   |
| 5     | Linda Riemann           | + 1:56,1   |
| 6     | Clara Sophie Nitschmann | + 1.57,6   |
| 7     | Jule Märkl              | + 1:59,0   |
| 8     | Lana Eberle             | + 2:10,5   |
| 9     | Selma Lantzsch          | + 2:13,7   |
| 10    | Lisa Strothmann         | + 2:18,3   |

Länge: 30,6 km,

Start: Freitag, 21. Juni

Durchschnittsgeschwindigkeit der Siegerin: 42,28 km/h

Alle 28 Athletinnen kamen ins Ziel.

#### Männer
| Platz | Athlet                | Zeit (min) |
| ----- | --------------------- | ---------- |
| 1     | Nils Politt           | 36:51,1    |
| 2     | Maximilian Schachmann | + 0:17,8   |
| 3     | Miguel Heidemann      | + 0:25,3   |
| 4     | Jannik Steimle        | + 0:34,4   |
| 5     | Max Walscheid         | + 0:42,3   |
| 6     | Emil Herzog           | + 1:07,0   |
| 7     | Marco Brenner         | + 1:15,9   |
| 8     | Marian Pohlenz        | + 1:17,7   |
| 9     | Tobias Buck-Gramcko   | + 1:25,6   |
| 10    | Justin Wolf           | + 1:31,2   |

Länge: 30,6 km,

Start: Freitag, 21. Juni

Durchschnittsgeschwindigkeit des Siegers: 49,82 km/h

Alle 55 Starter kamen ins Ziel.

#### Männer U23
| Platz | Athlet              | Zeit (min) |
| ----- | ------------------- | ---------- |
| 1     | Tim Torn Teutenberg | 37:38,6    |
| 2     | Niklas Behrens      | + 0:06,4   |
| 3     | Moritz Czasa        | + 0:26,1   |
| 4     | Moritz Kretschy     | + 0:29,6   |
| 5     | Ole Theiler         | + 0:32,8   |
| 6     | Moritz Czasa        | + 0:32,7   |
| 7     | Julian Borresch     | + 0:36,8   |
| 8     | Cedric Abt          | + 0:52,3   |
| 9     | Louis Leidert       | + 0:55,0   |
| 10    | Bruno Keßler        | + 1:03,2   |

Länge: 30,6 km,

Start: Freitag, 21. Juni

Durchschnittsgeschwindigkeit des Siegers: 48,77 km/h

### Mannschaftszeitfahren der Männer
| Platz | Team                             | Athleten                                                                                      | Zeit (h)     |
| ----- | -------------------------------- | --------------------------------------------------------------------------------------------- | ------------ |
| 1     | Rembe Pro Cycling Team Sauerland | Julian Borresch/Sebastian Niehues/Silas Koech/ Julian Braun/Henri Appelbaum/Jonathan Rottmann | 51:25,17 min |
| 2     | Team Lotto Kern-Haus PSD Bank    | Joshua Huppertz/Ben Felix Jochum/Fausto Penna/ Cedric Abt/Nick Bangert/Leon Arenz             | 51:37,04 min |
| 3     | Team Sportforum-Kaarst Büttgen   | Albrecht Drewes/Felix Dierking/Julius Domnick/ Marcel Fröse/Calvin Dick/Noah Balgenorth       | 52:12 min    |

Länge: 50 km

Start: Sonntag, 1. September

Strecke: Genthin–Genthin, 2 Runden

Durchschnittsgeschwindigkeit der Sieger: 58,35 km/h
Es waren 10 Teams am Start, die alle das Ziel erreichten. 